# Compañía lírica

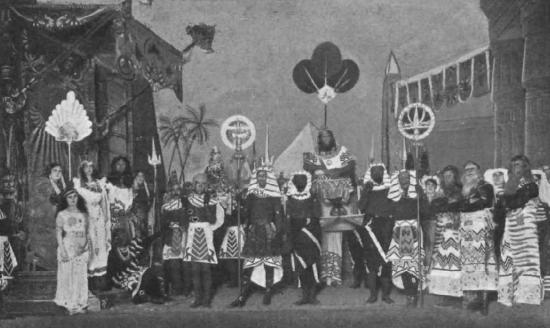
El elenco de la compañía lírica encargada de poner en escena el estreno en 1910 de la "opereta bíblica" titulada La corte de Faraón, con libreto de Guillermo Perrín y Miguel de Palacios y música de Vicente Lleó.

Compañía lírica o compañía del género lírico es el nombre que desde el siglo XIX han recibido en España e Hispanoamérica las agrupaciones profesionales especializadas en la puesta en escena de diversos tipos de espectáculo mixto de teatro y música. Sus precedentes pueden situarse en las compañías de ópera y opereta y el teatro musical ilustrado del siglo XVIII; del mismo modo que su continuación puede rastrearse en el musical del siglo XX. 
Tipos de repertorios
Las compañías líricas —de muy diferente tipología y categoría, desde las de carácter nacional, hasta las de aficionados— desarrollaron un repertorio —muchas veces común— de montajes, obras y puestas en escena de diversos géneros o subgéneros del teatro musical y el ámbito de la comedia, considerándose los más representativos por importancia y calidad la ópera, la opereta, la zarzuela e incluso el sainete. Además, entre las múltiples variantes del género lírico, pueden citarse:
- La revista cómico-lírica, descrita por Martínez Olmedilla como "periódico escenificado, con alusiones políticas, sátira social, comentarios a la actualidad y, ante todo, música, mucha música".[5]
- El juguete cómico.
- El sainete andaluz, de las compañías líricas asiduas a Pedro Muñoz Seca y los hermanos Álvarez Quintero.
- El llamado género chico y su hermano menor el género ínfimo.
- El género bufo, versión española e hispanoamericana de la ópera bufa.[6]
- La revista musical (o género de "revista").
- La comedia musical, con supuestas raíces en la commedia dell'arte.
- El teatro por horas, muy popular en España entre 1870 y 1910.[7]